# Trifolium lugardii
Trifolium lugardii là một loài thực vật có hoa trong họ Đậu. Loài này được Bullock miêu tả khoa học đầu tiên.